# مدينة الثقافة والعلوم
مدينة الثقافة والعلوم هي جامعة من كليات الخاصة المصرية تحتوى على تخصصات: هندسة وحاسبات ومعلومات واقتصاد وعلوم سياسية واعلام والسن وتجارة.
وتشتمل كليات على قاعات دراسة وقاعات محاضرات ومراكز للحاسب العلمي والاستشارات ومعامل الحاسب الالي ومنها
و معمل المعالجات الدقيقة ومعمل التصميم المنطقي ومعمل صيانة الحاسبات ومعمل شبكات الحاسب ومعامل الحاسبات الشخصية ومعامل طبيعة
و معامل لغات ومعمل نظم المعلومات وتكنولوجيا الاتصالات ومعامل وورش ومنها معامل الكيمياء ومعمل إلكترونيات
و بوجد أيضا عيادات طبية ومول حديث ومطاعم مجهزة لخدمات الطلاب والزائرين
ومكتبة

## كليات

### كليات للهندسة بـ 6 أكتوبر
1-هندسة مدنية: (هندسة التشييد والبناء)
2-هندسة كهربية: (هندسة وعلوم حاسب والمعلومات)
3-هندسة ميكانيكية: (هندسة صناعية وإدارية هندسة ميكاترونيات)

### كلية لعلوم الحاسب ونظم المعلومات بـ 6 أكتوبر
( علوم الحاسب ) و (نظم المعلومات)
المهندس كريم قاعود ابن المنيا

### كلية اقتصاد وعلوم سياسيه
1- اقتصاد
2- علوم سياسية

### كلية اعلام وفنون الاتصال بـ 6 أكتوبر
1- الصحافة
2- الإذاعة ( راديو وتلفزيون )
3- العلاقات العامة والإعلان

### كلية للغات بـ 6 أكتوبر
قسم اللغة الإنجليزية
قسم اللغة الفرنسية
قسم اللغة الألمانية
قسم اللغة الأسبانية

### كليات للعلوم الإدارية بـ 6 أكتوبر
1-تمويل وإدارة محافظ الاستثمار
2-التسويق
3-المحاسبة 